# Psophodes occidentalis
Il becco a cuneo cembalista (Psophodes occidentalis (Mathews, 1912)) è un uccello passeriforme della famiglia degli Psophodidae.

## Descrizione

### Dimensioni
Misura 19,5-22 cm di lunghezza, per 30-45 g di peso: a parità d'età, le femmine sono anche di più di un terzo più piccole dei maschi.

### Aspetto
Si tratta di uccelli dall'aspetto robusto, muniti di testa squadrata e tozza con una caratteristica cresta erettile sul vertice, becco forte e cuneiforme (da cui il nome comune), ali arrotondate, zampe forti e lunghe e coda allungata e dall'estremità arrotondata: nel complesso, la specie è molto somigliante all'affine becco a cuneo cinguettante, rispetto al quale presenta, becco più lungo e sottile e coda più corta in proporzione al corpo.
Il piumaggio è dominato dalle tonalità del bruno, più tendente al grigiastro sulla testa (con una sottile striscia nerastra che dai lai del becco raggiunge gli occhi a formare una mascherina) e più caldo su dorso, ali e fianchi: faccia, petto e ventre sono di colore grigio chiaro, tendente al biancastro nella loro parte centrale, mentre coda e remiganti sono di colore bruno scuro, con orli delle penne bianchi.
Il becco e le zampe sono di colore nerastro, mentre gli occhi sono di colore bruno scuro.

## Biologia
Si tratta di uccelli dalle abitudini diurne, che vivono da soli o in coppie, passando la maggior parte della giornata al suolo o fra i cespugli alla ricerca di cibo: molto timidi, i becchi a cuneo cembalisti si muovono velocemente ma con estrema circospezione, pronti a rifugiarsi fra la vegetazione al minimo cenno di pericolo.
Il loro richiamo consiste in una serie monotona e continua di cinque note discendenti fischiate e metalliche, alle quali questi uccelli devono il proprio nome comune. 

### Alimentazione
La dieta di questi uccelli è poco conosciuta, tuttavia molto verosimilmente essi si nutrono di insetti, invertebrati e sporadicamente anche di frutta e semi.

### Riproduzione
Si tratta di uccelli monogami, che portano avanti in genere due covate l'anno, una fra gennaio e marzo ed una fra giugno e settembre.
Il nido consiste in una coppa di rametti intrecciati, foderata internamente con fili d'erba e fibre vegetali e posizionata a poca distanza (0,5-3 m) dal suolo: esso viene costruito dalla sola femmina, che vi depone 2-3 uova azzurrine con rada maculatura bruno-nerastra, che provvede a covare da sola. I pulli vengono invece accuditi da ambedue i partner.

## Distribuzione e habitat
Il becco a cuneo cembalista è endemismo dell'Australia, della quale popola un'ampia porzione che va dall'estremità occidentale (area della Shark Bay) al deserto Simpson e al bacino del lago Eyre.
L'habitat di questi uccelli è rapprestato dal mallee e dalle aree cespugliose semiaride ed aride a predominanza di mulga.